# Axel Östberg
Ernst Axel Östberg, född 2 mars 1894 i Falun, död där 3 februari 1980, var en svensk chefredaktör och tecknare.
Han var son till August Östberg och Amanda Hedman och gift första gången med Agda Karolina Hedman och andra gången från 1940 med Nanny Margareta Nordin. Han arbetade först som journalist innan han blev chefredaktör för Falu-Kuriren. Vid sidan av sitt arbete tecknade han karikatyrteckningar och utgav tre karikatyralbum med porträtt av kända personer i Falun. Som illustratör illustrerade han bland annat boken Dalahistorier och som skriftställare gav han ut en lång rad av skrifter i kulturhistoriska ämnen med anknytning till Falun och bygden.